# Sunjatsenova univerzita
Sunjatsenova univerzita (čínsky v českém přepisu Čung-šan ta-süe, pchin-jinem Zhōngshān Dàxué, znaky zjednodušené 中山大学, tradiční 中山大學) je univerzita v Kantonu v Čínské lidové republice. Založil ji v roce 1924 Sunjatsen, čínský revoluční vůdce a první prezident Čínské republiky, Zpočátku se jmenovala Národní kuangtungská univerzita (čínsky v českém přepisu Kuo-li kuang-tung ta-süe, pchin-jinem Guólì Guǎngdōng Dàxué, znaky zjednodušené 国立广东大学, tradiční 國立廣東大學); k poctě Sunjatsena byla přejmenována až v roce 1926 po jeho smrti.
Univerzita má čtyři kampusy ležící v Jüe-siou, Ču-chaji, Chaj-ču a Pchan-jü. Má přes padesát tisíc studentů.